# Michael Kienzer

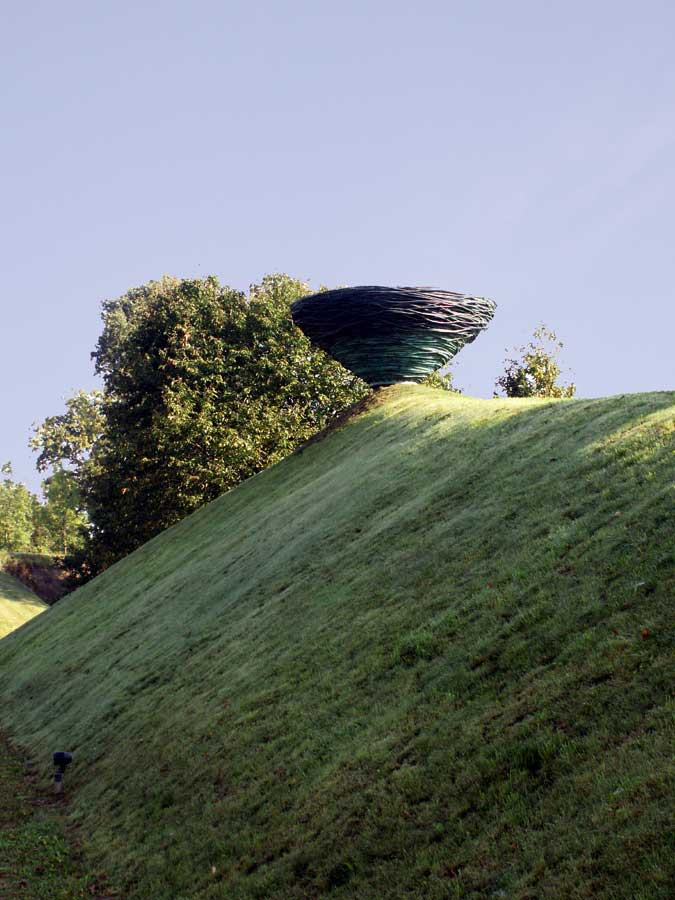
Ohne Titel (1992/94), Österreichischer Skulpturenpark

Michael Kienzer (Steyer, 1962) is een Oostenrijkse beeldhouwer, installatie- en conceptueel kunstenaar.

## Leven en werk
Kienzer kreeg van 1977 tot 1979 zijn opleiding beeldhouwkunst van Josef Pillhofer aan de Kunstgewerbeschule Graz in Graz. Van 1979 tot 1981 was hij medewerker van het Kunst- und Kulturzentrum Kreuzberg in Berlijn. Hij was van 1987 tot 1989 als decorontwerper verbonden aan het Westfälisches Landestheater in Castrop-Rauxel. Sinds 1984 neemt Kienzer deel aan nationale en internationale tentoonstellingen van installatie- en conceptuele kunst.
Kienzer kreeg in 2001 de hoogste Oostenrijkse kunstprijs, de Otto Mauer-Preis. Hij was in 2005/06 gasthoogleraar aan de Universität für angewandte Kunst Wien in Wenen.
De kunstenaar woont en werkt in Wenen.